# 오거스티나 루이스

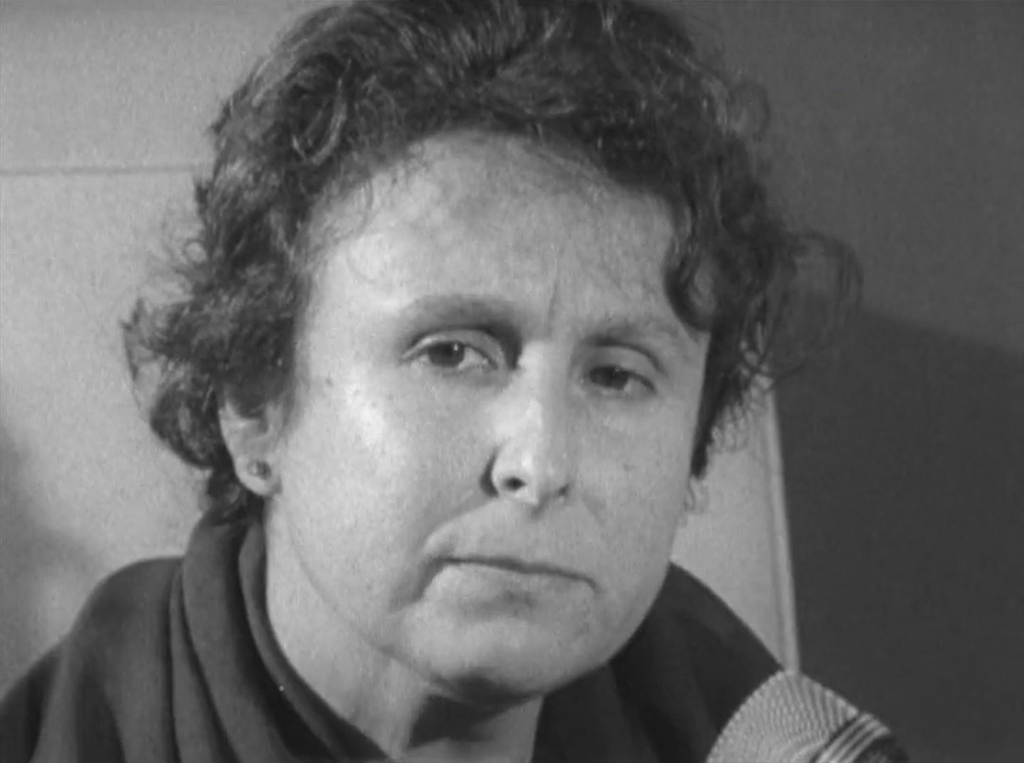

오거스티나 루이스(Agustina Bessa-Luís, 1922년 10월 15일 ~ 2019년 6월 3일)는 포르투갈의 작가이다. 1986년부터 1987년까지 일간신문 O Primeiro de Janeiro(포르투)를 감독했다. 1990년부터 1993년까지 마리아 2세 국립극장(리스본)을 감독했다.
2004년 카몽이스 상을 수상했다.

## 주요 저서
- 《닫혀진 세계》(1948)
- 《여자 예언자》(1953)
- 《불치의 사람들》(Os Incuráveis, 1956)
- 《인간관계 1부》(1964)
- 《인간관계 2부》(1965)
- 《인간관계 3부》(1966)